# بريت كوبر
بريت كوبر (بالإنجليزية: Brett Cooper) هو فنان قتال مختلط أمريكي، ولد في 2 يوليو 1987 في لوس أنجلوس في الولايات المتحدة.

## وصلات خارجية
- بريت كوبر على موقع بيلاتور (الإنجليزية)
- بريت كوبر على موقع شيردوغ (الإنجليزية)
- بريت كوبر على موقع Tapology.com (الإنجليزية)
- بريت كوبر على موقع IMDb (الإنجليزية)